# Suuri Jukajärvi
Suuri Jukajärvi eller Jukajärvi är en sjö i Finland. Den ligger i kommunen Ruokolax i landskapet Södra Karelen, i den sydöstra delen av landet, 260 km nordost om huvudstaden Helsingfors. Suuri Jukajärvi ligger 81,1 meter över havet. Den är 49,83 meter djup. Arean är 3,61 kvadratkilometer och strandlinjen är 12,6 kilometer lång. Sjön  ingår i Vuoksens huvudavrinningsområde.   Den ligger vid sjön Ihalanjärvi. I omgivningarna runt Suuri Jukajärvi växer i huvudsak blandskog. Den sträcker sig 3,2 kilometer i nord-sydlig riktning, och 4,1 kilometer i öst-västlig riktning.
I övrigt finns följande i Suuri Jukajärvi:
- Härksaari (en ö)

I övrigt finns följande vid Suuri Jukajärvi:
- Ihalanjärvi (en sjö)